# Älften
Älften är en sjö i Tingsryds kommun i Småland och ingår i Ronnebyåns huvudavrinningsområde. Sjön är 6,8 meter djup, har en yta på 0,813 kvadratkilometer och befinner sig 134 meter över havet. Vid provfiske har bland annat abborre, braxen, gädda och karpfisk (obestämd) fångats i sjön.

## Delavrinningsområde
Älften ingår i det delavrinningsområde (626763-146212) som SMHI kallar för Inloppet i Hobergssjön. Medelhöjden är 142 meter över havet och ytan är 18,37 kvadratkilometer. Räknas de 33 avrinningsområdena uppströms in blir den ackumulerade arean 759,96 kvadratkilometer. Avrinningsområdets utflöde Ronnebyån mynnar i havet. Avrinningsområdet består mestadels av skog (69 %). Avrinningsområdet har 1,61 kvadratkilometer vattenytor vilket ger det en sjöprocent på 8,8 %.

## Fisk
Vid provfiske har följande fisk fångats i sjön:
- Abborre
- Braxen
- Gädda
- Karpfisk obestämd
- Mört
- Sarv